# Moschellandbergiet
Moschellandbergiet is een natuurlijk zilveramalgaam met een zilverwitte kleur.

## Voorkomen
Vindplaatsen zijn in onder andere Duitsland, Zweden, Frankrijk en Tsjechië.

## Eigenschappen
- Chemische samenstelling: Ag2Hg3
- kristalstelsel: 12vlakkig tot massief